# باربرا إم. لين
باربرا إم. لين (بالإنجليزية: Barbara M. Lynn)‏ هي قاضية ومحامية أمريكية، ولدت في 19 سبتمبر 1952 في بينغامتون في الولايات المتحدة.